# Nika Turković
Nika Turković (* 7. Juni 1995 in Zagreb) ist eine kroatische Sängerin.

## Herkunft
Turković wuchs mit ihrer Schwester in Zagreb auf. Ihr Vater Petar Turković war als Sportfunktionär für Wushu und Nanbudo tätig, von 2000 bis 2002 war er Vizepräsident des Kroatischen Olympischen Komitees.

## Karriere
2004 bewarb sich Turković mit zwei selbst verfassten Liedern für die Vorentscheidung zur zweiten Ausgabe des Junior Eurovision Song Contest, welcher im Jahr zuvor von ihrem Landsmann Dino Jelusić gewonnen wurde. Letztlich nahm sie mit dem Titel Hej mali an der Vorentscheidung teil und ging aus dieser als Siegerin hervor. Ihr zweiter Titel nahm, mit einer anderen Sängerin, ebenfalls am Vorentscheid teil und wurde Vierter. Durch ihren Sieg vertrat Turković mit Hej mali Kroatien beim JESC in Lillehammer. Dort belegte sie mit 126 Punkten, darunter je 12 Punkte aus Nordmazedonien und dem Vereinigten Königreich, den dritten Platz. Mit neun Jahren und fünf Monaten war sie die jüngste Teilnehmerin des Wettbewerbs, rund fünf Monate jünger als die damalige Siegerin, María Isabel aus Spanien.
2006 veröffentlichte sie mit Alien ihr erstes Album.
Nach ihrer Schulzeit studierte Turković am Institute of Contemporary Music Performance in London. Während des Studiums lernte sie die Maltesin Sophie Debattista kennen. Als diese mit dem Titel Let the Sunshine in beim Vorentscheid zum ESC 2014 antrat, war Turković als Backgroundsängerin dabei.
2021 gehörte Turković der kroatischen Jury für den ESC in Rotterdam an.
Nachdem sie seit 2019 mehrere Singles veröffentlichte, erschien 2023 ihr zweites Album 11. Dieses erreichte die Spitze der kroatischen Albumcharts.

## Diskografie

### Alben
- 2006: Alien
- 2023: 11

### Singles (Auswahl)
- 2004: Hej mali
- 2019: U mraku
- 2020: Raj
- 2020: Gledaj me
- 2020: Boje
- 2021: Pusti
- 2021: Tvoj mir